# Sesioctonus dichromus
Sesioctonus dichromus är en stekelart som beskrevs av Briceno 2003. Sesioctonus dichromus ingår i släktet Sesioctonus och familjen bracksteklar. Inga underarter finns listade i Catalogue of Life.